# Alcimedonte
Alcimedonte è un personaggio della mitologia greca citato da Omero nei libri XVI e XVII dell'Iliade.

## Biografia
Figlio di Laerce, Alcimedonte era uno dei comandanti dei Mirmidoni. Descritto come un ottimo auriga, guidò personalmente il carro di Achille, trainato dagli immortali destrieri Balio e Xanto, fuori dal terribile scontro per la contesa del corpo di Patroclo. Nel posthomerica, dopo l'Iliade, si racconta di come l'eroe venne trafitto mortalmente da Enea durante una delle tante battaglie sotto le mura di Troia. Alcimedonte ebbe una figlia, Fialo, che ebbe con Eracle una relazione amorosa; il padre fu talmente contrario a tale unione che fece esporre Fialo e sua figlia, nata dall'eroe e famosa con il nome di Aicmagora, su un'irta montagna. Eracle riuscì a rintracciarle e a metterle in salvo.
Il personaggio è stato identificato dall'archeologo Lorenzo Nigro nell'Efebo di Mozia, scultura greca del V secolo a.C. rinvenuta sull'isola fenicia.